# Nera
För andra betydelser, se Nera (olika betydelser).
Nera är en flod som rinner mestadels genom den italienska regionen Umbrien för att till sist rinna ut i floden Tibern. På latin hette floden Nar. Folkgruppen umbrer bodde vid Nar. 
Floden börjar vid bergen Monti Sibillini, som ligger i Vallinfante, kommunen Castelsantangelo sul Nera (provinsen Macerata i regionen Marche). Efter en halvmil, vid Visso, förenas floden med andra källflöden, och först här får den ett ordentligt flöde. Nera rinner in i Valnerina (som har fått sitt namn från floden), Cerreto di Spoleto, Vallo di Nera, Sant'Anatolia di Narco, Ferentillo, Montefranco, Arrone och Narni. Efter Narni bildar floden en liten konstgjord sjö som heter San Liberato. Vid Orte  flyter floden in i Tibern.